# César Milstein
César Milstein, född 8 oktober 1927 i Bahía Blanca i provinsen Buenos Aires, död 24 mars 2002 i Cambridge, var en argentinsk-brittisk kemist och molekylärbiolog. 
Milstein lyckades i Cambridge tillsammans med Georges J.F. Köhler framställa kloner från en enda cell som producerade önskvärda antikroppar. Metoden används inom diagnostik och terapi. Milstein belönades 1984 med Nobelpriset i fysiologi eller medicin för sit arbete om immunologi och monoklonal antikropp tillsammans med Georges Jean Franz Köhler och Niels Kaj Jerne. År 1980 tilldelades han Wolfpriset i medicin tillsammans med Leo Sachs och James Gowans. 1984 tilldelades han även Albert Lasker Basic Medical Research Award.

## Utmärkelser
Asteroiden 11776 Milstein
- Novartis Medal and Prize,  1977
- Rosenstielpriset,  1978[8]
- Tyska Immunolog-priset,  1979
- Robert Koch-priset,  1980[9][10]
- Wolfpriset i medicin,  1980[11]
- Louisa Gross Horwitz-priset,  1980[12]
- William Bate Hardy-priset,  1981
- Sir Hans Krebs-medaljen,  1981
- Alfred P. Sloan, Jr. Prize,  1981[13]
- Gairdner Foundation International Award,  1981
- Royal Medal,  1982
- Franklinmedaljen,  1982
- Carlos J. Finlay-priset i mikrobiologi,  1983
- John Scott-medaljen,  1984[14]
- Nobelpriset i fysiologi eller medicin, med  Niels K. Jerne och Georges J.F. Köhler,  1984[15][16]
- Albert Lasker Basic Medical Research Award,  1984[17]
- Croonian Medal and Lecture,  1989
- Copleymedaljen,  1989[18]
- Konexpris för briljans,  1993[19]
- Hedersdoktor vid Universitetet i Vigo,  1999[20]
- Fellow of the Royal Society
- Karl Landsteiner Memorial Award

[Redigera Wikidata]